# Gerard Herbert Leo Mole
Gerard Herbert Leo Mole, britanski general, * 1897, † 1944.